# にゃんこデイズ
『にゃんこデイズ』は、たらばがにによる4コマ漫画作品。『月刊コミックアライブ』（KADOKAWA メディアファクトリー）内の“雑誌内雑誌”として起ちあがった『コミックキューン』にて2014年10月号より連載開始。同誌が独立創刊するのに合わせて移籍し、2015年10月号から2020年12月号まで連載された。
人見知りの女の子・小長井友子と、友子が飼っている3匹のネコ、甘えん坊の「まー」、しっかり者の「ろー」、泣き虫の「しー」の日常を描く。

## 登場人物
単行本1巻4ページと初版オビ解説より一部引用。声優はテレビアニメのもの。

### 小長井家
小長井 友子（こながい ゆうこ）
声 - 上原あかり
身長：155cm 体重：45kg 誕生日：4月4日 血液型：AB型
本作の主人公。人見知りで学校が苦手だが、家では猫にデレデレで「まー」「しー」「ろー」の3匹の猫を飼っている。
まー
声 - 木戸衣吹
友子の猫､ マンチカン｡一番最初に友子の家に来た､ イタズラが好き｡
しー
声 - 山崎エリイ
友子の猫､ シンガプーラ｡ 美味しいものと可愛いものが好き｡
ろー
声 - 小松未可子
友子の猫､ ロシアンブルー｡ 漢字の読み書きができる､ 友子に誉められるのが好き｡

### 知子を取り巻く面々
白鳥 あづみ（しらとり あづみ）
声 - 大空直美
身長：163cm 体重：48kg 誕生日：8月8日 血液型：A型
友子の友達。お金持ちのお嬢様。人見知りな友子を気にかけ、お互い猫を飼っていることがきっかけで仲良くなる。
池谷 嵐（いけたに らん）
声 - 荒浪和沙
身長：156cm 体重：43kg 誕生日：6月4日 血液型：O型
勉強や運動など、あづみに何かと突っかかってくる。猫が苦手。
エルザ
声 - 鵜殿麻由
あづみの猫、ターキッシュアンゴラ。お嬢様気質でツンデレ。

### その他
友子の母
声 - 佐藤利奈
ナナ
笹瀬 いろは

## 書誌情報
- たらばがに『にゃんこデイズ』KADOKAWA〈MFCキューンシリーズ〉、全5巻
  1. 2015年12月26日発売[3]、ISBN 978-4-04-068032-3
  2. 2016年12月24日発売[4]、ISBN 978-4-04-068732-2
  3. 2017年10月27日発売[5]、ISBN 978-4-04-069433-7
  4. 2019年5月27日発売[6]、ISBN 978-4-04-065756-1
  5. 2020年12月26日発売[7]、ISBN 978-4-04-064966-5

## テレビアニメ
2016年9月にテレビアニメ化が、10月27日発売のコミックキューン2016年12月号にて放送予定であることが発表され、2017年1月から3月まで3分枠のショートアニメとして放送された。

### スタッフ
- 原作 - たらばがに
- 監督・絵コンテ・演出・シリーズ構成・脚本 - 平池芳正
- キャラクターデザイン・作画監督 - 大島美和
- 美術監督 - 針﨑義士
- 色彩設計 - 鈴木依里
- 撮影監督 - 竹沢裕一、本間綾子
- 編集 - 坪根健太郎
- 音響監督 - 阿部信行[10]
- 音楽プロデューサー - 長島幸司
- プロデューサー - 伊東紀子、大山暁子、櫻井有衣、川崎夏子、石田耕大、平賀忠和、飯塚淳伍、宮本秀晃
- アニメーション制作 - EMTスクエアード
- 製作 - にゃんこ同盟

### 主題歌
「にゃんこ is L♥VE!」
作詞・作曲・編曲は前山田健一、歌はevery♥ing!。同歌手による楽曲「What is L♥VE?」を、にゃんこデイズ版としてアレンジしたもの。

### 各話リスト
| 話数 | サブタイトル       | 作画監督                      | まーのシャツ        |
| ---- | ------------------ | ----------------------------- | ------------------- |
| #01  | 私と、にゃんこ達   | 大島美和                      | けだま              |
| #02  | ネコとの休日1      | 大島美和                      | もっちり            |
| #03  | ネコとの休日2      | 大島美和                      | もっちり            |
| #04  | 友子とあづみ       | 畠山佳苗、佐藤綾子            | ちりめんじゃこ      |
| #05  | はじめての寄り道   | 大島美和                      | -                   |
| #06  | あづみとエルザ     | 小林利充                      | -                   |
| #07  | ネコたちの日常1    | 大島美和                      | ちょろぎ            |
| #08  | ネコたちの日常2    | 畠山佳苗                      | ちょろぎ            |
| #09  | その名は、嵐       | 大島美和                      | -                   |
| #10  | 秘密とツンデレ     | 畠山佳苗                      | -                   |
| #11  | お祭りに行こうよ   | 大島美和、嶋田聡史 内田シンヤ | 魚拓 まじっくあわー |
| #12  | にゃんこ達と一緒に | 畠山佳苗                      | まじっくあわー      |

### 放送局
| 放送期間                | 放送時間           | 放送局     | 対象地域 |
| ----------------------- | ------------------ | ---------- | -------- |
| 2017年1月8日 - 3月26日  | 日曜 22:25 - 22:30 | サンテレビ | 兵庫県   |
|                         | 日曜 22:27 - 22:30 | TOKYO MX   | 東京都   |
| 2017年1月10日 - 3月28日 | 火曜 23:45 - 23:50 | AT-X       | 日本全域 |

### 映像ソフト
2017年5月31日にキャラアニより、にゃんこもふもふ盤（特典付き）、Blu-ray通常盤、DVD通常盤の3形態で発売。